# Theodor Ruhrländer

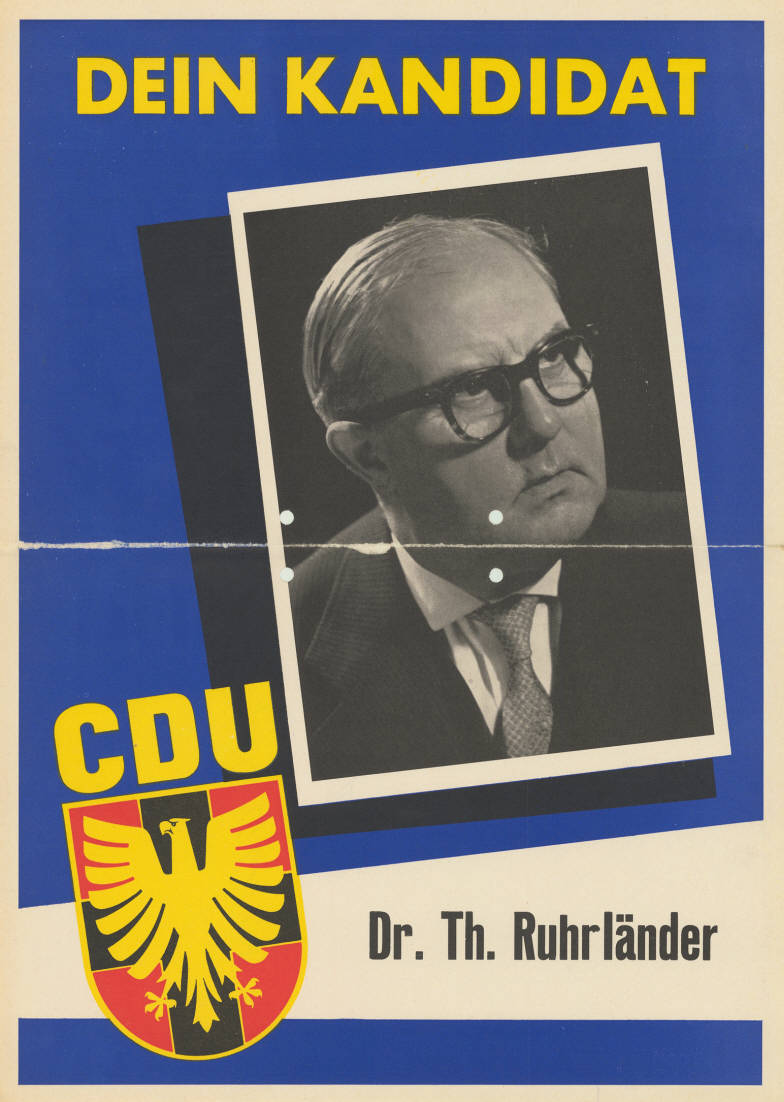
Theodor Ruhrländer auf einem Wahlplakat zur Landtagswahl in Nordrhein-Westfalen 1958

Theodor Ruhrländer (* 9. Juli 1896 in Essen-Überruhr; † 27. Juli 1961) war ein deutscher Politiker der CDU.

## Ausbildung und Beruf
Theodor Ruhrländer besuchte die Volksschule und das Gymnasium, an dem er das Abitur ablegte. Er leistete im Ersten Weltkrieg Kriegsdienst. Ruhrländer belegte ein Studium der Geschichte, Wirtschaftsgeschichte und Volkswirtschaft an den Universitäten Münster und Bonn und promovierte zum Dr. phil. Zum 1. Mai 1933 trat er der NSDAP bei (Mitgliedsnummer 2.169.610). Bis 1934 war er Geschäftsführer des Westfälischen Bauernvereins und bis 1939 Angestellter des Reichsnährstandes. 1939 war er Inhaber einer landwirtschaftlichen Buchstelle. Von September 1939 bis Dezember 1948 wirkte er als Leiter des Ernährungs- und Wirtschaftsamtes des Kreises Coesfeld. Ab Februar 1949 übte er Tätigkeiten als Steuerreferent der Zentrale Münster des Westfälisch-Lippischen Landwirtschaftsverbandes aus.

## Politik
Theodor Ruhrländer war Mitglied der CDU und vom 21. Juli 1958 bis zu seinem Tode am 27. Juli 1961 direkt gewähltes Mitglied des 4. Landtages von Nordrhein-Westfalen für den Wahlkreis 089 Coesfeld.